# Wyspa Bouveta
Wyspa Bouveta (norw. Bouvetøya) – należące do Norwegii terytorium zależne, będące bezludną, wulkaniczną wyspą na południowym Atlantyku, na południowy zachód od Przylądka Dobrej Nadziei.

## Geografia
Powierzchnia Wyspy Bouveta wynosi 58,5 km² i jest prawie cała pokryta przez lodowce. Z powodu braku portu, statki muszą kotwiczyć z dala od brzegu. Wysokie lodowce tworzą urwiska opadające do morza albo na czarne plaże wulkanicznego piasku. Lodowy pak często otacza 29,6 km linii brzegowej. Najwyższym punktem na wyspie jest Olavtoppen, który sięga do 780 m n.p.m.
Wyspa Bouveta jest uważana za najbardziej samotną wyspę świata. Najbliższym lądem jest Ziemia Królowej Maud na Antarktydzie, oddalona o 1600 km w kierunku południowym.

## Historia
Wyspę Bouveta odkrył 1 stycznia 1739 francuski żeglarz i odkrywca Jean-Baptiste Charles Bouvet de Lozier, który dowodził francuskimi statkami Aigle i Marie. Jednak położenie wyspy nie zostało dokładnie ustalone, ponieważ Bouvet nie opłynął wyspy i pozostało niejasnym, czy była to na pewno wyspa, czy część kontynentu.
Wyspa nie była odwiedzana aż do 1808, kiedy to zawitał tam statek wielorybniczy dowodzony przez Lindsaya, ale nikt nie wyszedł na ląd. Pierwsze pomyślne zbliżenie do lądu nastąpiło w 1822, kiedy kapitan Morrell pomyślnie wylądował, polując na foki. W 1825 kapitan Norris lądował na wyspie nazywanej odtąd Wyspą Liverpool i przyłączył ją dla Wielkiej Brytanii. W 1898 niemiecka wyprawa Carla Chuna, płynąca statkiem Valdivia, dotarła do wyspy, ale nie wysadziła załogi. Pierwszy dłuższy pobyt na wyspie miał miejsce w 1927, kiedy to norweska załoga przebywała na niej około miesiąca, co stało się powodem terytorialnych pretensji Norwegii względem wyspy. Wielka Brytania zrzekła się praw do wyspy na rzecz Norwegii w następnym roku i w 1930 roku wyspa została przyłączona do Norwegii.
W 1971 Wyspa Bouveta i otaczające ją wody terytorialne zostały ogłoszone rezerwatem przyrody. Wyspa nie jest zamieszkana, istnieje tu jedynie zautomatyzowana stacja meteorologiczna, umieszczona przez Norwegów w 1977. Wyspa posiada jednak przydzieloną domenę internetową najwyższego poziomu .bv. Domena nie jest używana.

## Ekspedycje krótkofalarskie
Ze względu na położenie z dala od zamieszkałego lądu oraz morskich szlaków komunikacyjnych, Wyspa Bouveta jest jednym z najrzadziej odwiedzanych miejsc na Ziemi i stanowi cel międzynarodowych ekspedycji organizowanych przez krótkofalowców (radioamatorów). Obecnie plasuje się na dziesiątym, miejscu tzw. Listy DXCC, jako najbardziej poszukiwane miejsce na Ziemi, na przeprowadzenie łączności radiowej oczekują radioamatorzy z całego świata. Głównym celem tych ekspedycji jest dotarcie na Wyspę Bouveta, zainstalowanie sprzętu radiokomunikacyjnego oraz anten nadawczo-odbiorczych i przeprowadzanie jak największej ilości łączności z wyspy z innymi radioamatorami z całego świata. 
Ostatnia udana ekspedycja odbyła się w 1990 roku i nadawała na falach eteru pod krótkofalarskim znakiem wywoławczym 3Y5X. Przeprowadzono wówczas z wyspy prawie 50 tys. łączności z radiooperatorami wszystkich kontynentów.
W 2018 roku amerykańska ekspedycja (znak wywoławczy 3Y0Z, budżet ekspedycji wyniósł prawie 800 tys. USD) dotarła w rejon wyspy, ale z powodu awarii statku oraz fatalnych warunków nie zdołała na niej wylądować. Ekspedycja została przerwana, a jej uczestnicy zdołali powrócić do RPA.
W marcu 2019 roku próbę dotarcia na wyspę podjęła pierwsza polska ekspedycja radioamatorska (znak wywoławczy 3Y0I, budżet ok. 150 tys. USD). Jej organizatorami byli Dominik Grzyb (znak wywoławczy 3Z9DX) z Suchej Beskidzkiej oraz Stanisław Strzyżewski (SP8S) z Leska. Rejs na wyspę poprzedziły 3-miesięczne szkolenia uczestników wyprawy oraz testowanie sprzętu w Kapsztadzie (RPA). Ekspedycja rozpoczęła się 19 marca 2019 roku. Gdy ekspedycja miała jeszcze do pokonania zaledwie 80 mil morskich, 27 marca 2019 gigantyczny sztorm (tzw. bomba niżowa), który rozpętał się w rejonie Wyspy Bouveta, uszkodził statek wyprawy uniemożliwiając jego dalszą bezpieczna nawigację. Organizatorzy podjęli decyzję o przerwaniu ekspedycji i o powrocie do RPA. 

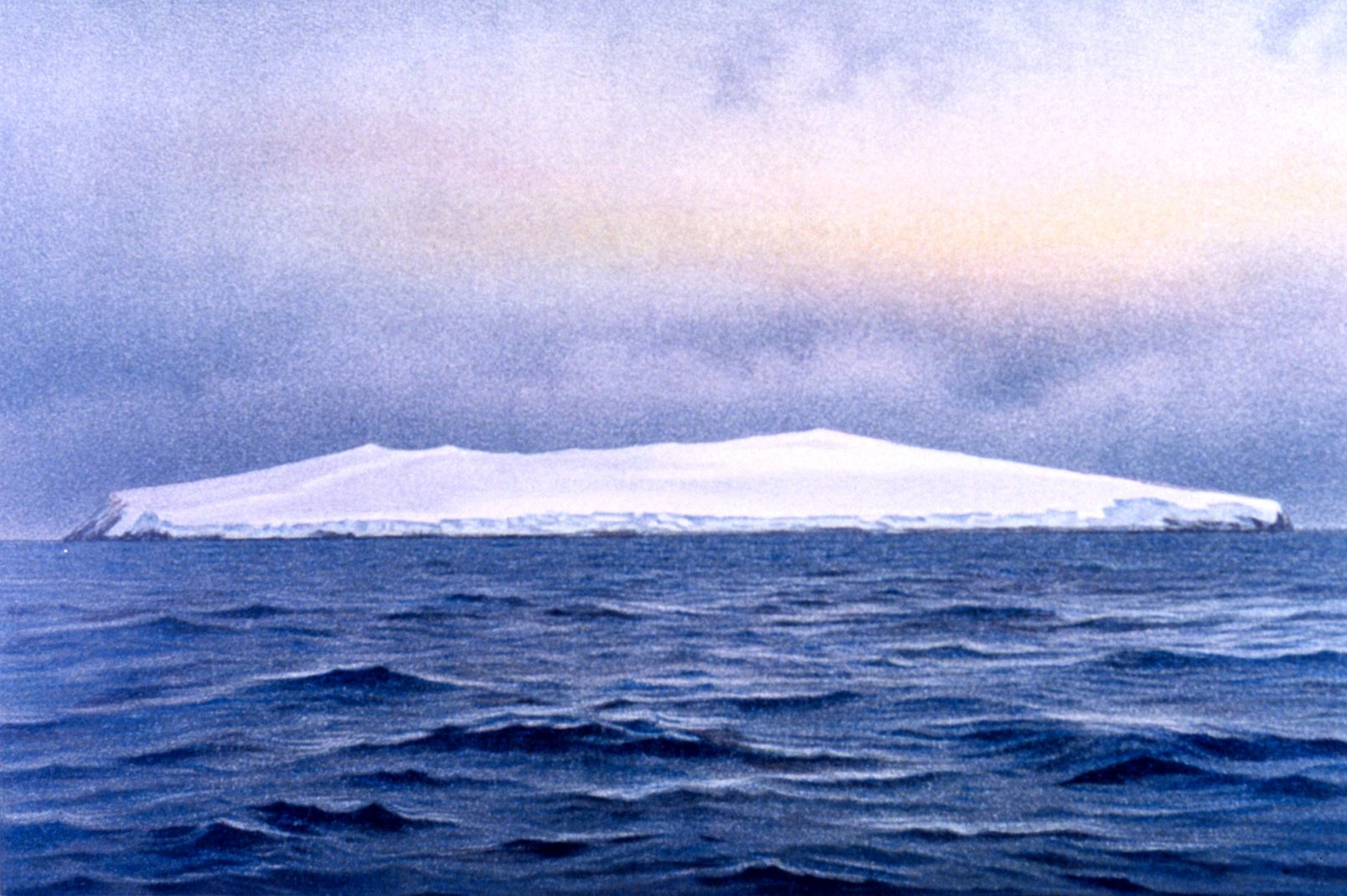
Południowo-wschodnie wybrzeże Wyspy Bouveta w 1898
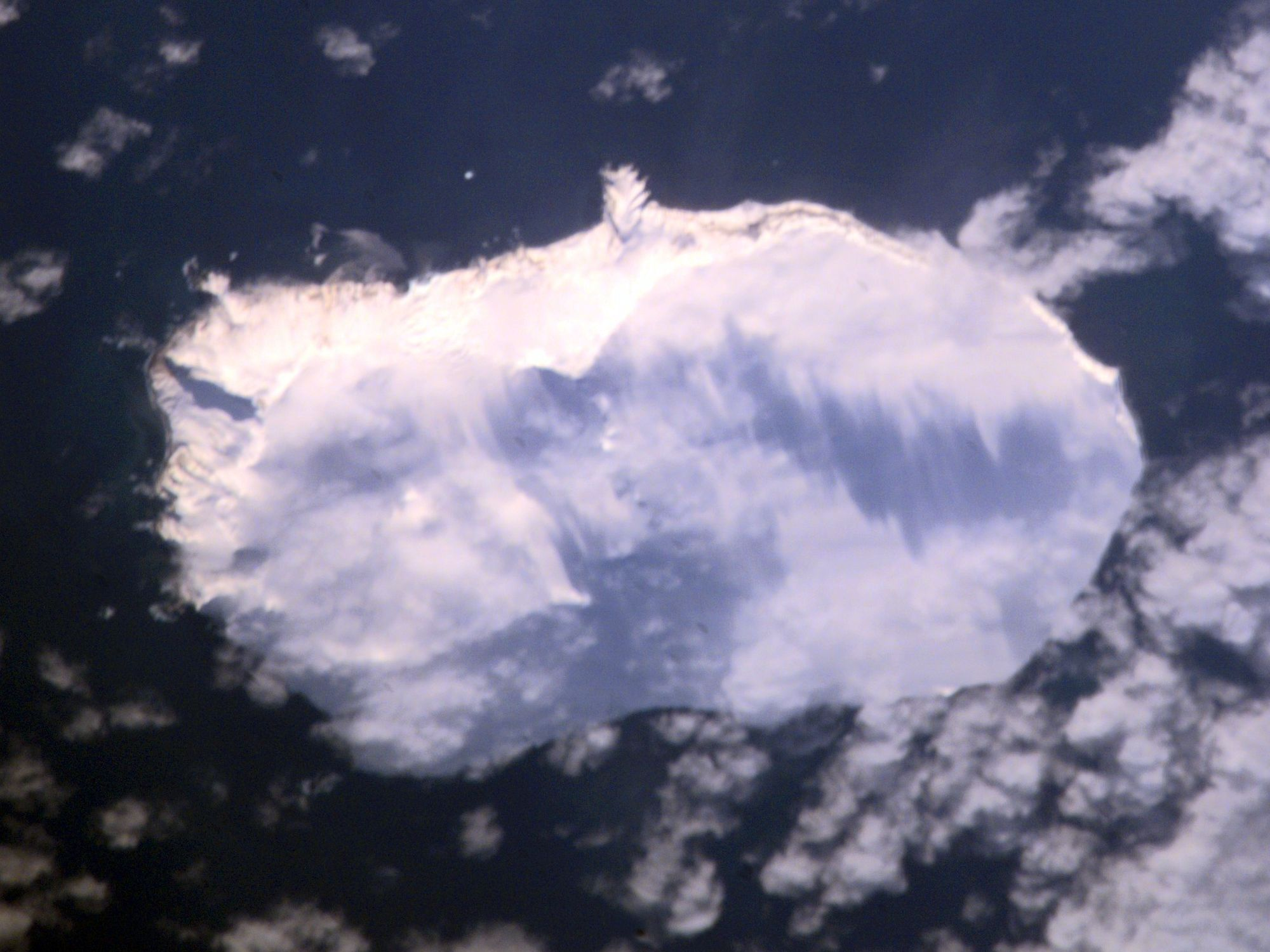
Zdjęcie satelitarne wyspy